# 蒋蘅
蒋蘅，吴县人，是一名清朝地方官。监生出身。
蒋蘅曾于乾隆四十一年(1776年)接替梁钰任建宁府知府一职，乾隆四十三年(1778年)由苏泰接任。